# Thomas Kahlenberg
Thomas Kahlenberg (født 20. marts 1983) er en dansk tidligere fodboldspiller, der spillede for Brøndby IF, VfL Wolfsburg og AJ Auxerre. Han har også repræsenteret det danske fodboldlandshold 47 gange.

## Karriere

### Brøndby IF (2001–2005)
Han spillede 97 superligakampe og scorede 28 mål for Brøndby IF perioden 2001-2005, før han blev solgt til franske AJ Auxerre.

### AJ Auxerre
I Auxerre spillede Kahlenberg med nummer 10. Han fungerede også som klubbens anfører.

### VfL Wolfsburg
Thomas Kahlenberg blev den 28. maj 2009 præsenteret som ny spiller i VfL Wolfsburg pr. 1. juli 2009. Han blev dermed den første forstærkning til holdet, efter mesterskabet blev erobret.
Efter manglende spilletid blev han i januar 2012 udlejet til den franske klub Evian.

### Brøndby IF (2013–2017)
I sommeren 2013 trænede Kahlenberg med i Brøndby, som senere tilbød ham en kontrakt, som han valgte at takke ja til. Den 21. august 2013 blev det offentliggjort, at Kahlenberg vendte tilbage til Brøndby IF på en fireårig kontrakt. Han fik trøjenummer 7, som han også sluttede af med at spille i i sin første periode i klubben.
Kahlenberg stoppede karrieren den 28. maj 2017 efter flere år med skader.

## International karriere
Han har optrådt adskillige gange på især det danske U-21 landshold, men også på A-landsholdet, for hvem han spillede 47 landskampe og scorede 5 mål.

## Coronavirus
Den 5. marts 2020 meddelte Brøndby IF, at Thomas Kahlenberg var smittet med coronavirusset COVID-19.